# Erich Scheurmann
Erich Scheurmann (né le 24 novembre 1878 à Hambourg et mort le 4 mai 1957 à Armsfeld, un quartier de Bad Wildungen) est un écrivain allemand.

## Biographie
Erich Scheurmann est essentiellement connu pour ses récits sur les îles Samoa. Son roman Le Papalagui (1920) a la particularité d'avoir comme narrateur Touiavii, chef de la tribu de Tiavéa, qui raconte au lecteur ses opinions sur « le Papalagui », l'homme européen typique.